# Festival Internacional de Cinema da Figueira da Foz
O Festival Internacional de Cinema da Figueira da Foz, teve a sua génese, em 1972, na denominada Semana Internacional de Cinema, organizada pelos jovens do Círculo Juvenil de Cinema da Figueira, apoiados pelo persistente cinéfilo  figueirense Manuel Leitão Fernandes e pelo Engº José Manuel Catarino, e o patrocinio da Câmara Municipal e da Sociedade Figueira Praia. 
Os objetivos eram trazer à Figueira uma  série de filmes de qualidade, muitos deles, fora do circuito comercial, sendo o produto das receitas destinado ao "Movimento de Ajuda Fraterna" que, localmente, tinha ações sociais de benemerência. Nesse contexto, foi contactado o Padre José Vieira Marques do Centro de Estudos e Animação Cultural de Lisboa que se prontificou a propor a seleção dos 7 filmes e conseguir que viessem à Figueira, em ante estreia, passando a exercer a função de secretário-geral do certame.. 
O primeiro filme a ser exibido no cinema Peninsular, no dia 18 de setembro de 1982, foi " O baile dos Bombeiros" do checo Milos Forman, com lotação esgotada. Nesse primeiro ano realizou-se, em paralelo, na Casa do Paço, um ciclo do "Novo Cinema Alemão", com o apoio do Instituto Alemão. 
A caraterística peculiar da Semana Internacional  e depois das consequentes edições do Festival Internacional de Cinema, era a dinamização de debates, sempre muito participados, sobre os filmes exibidos, proporcionando um espaço de livre expressão num País ainda dominado pela censura da ditadura. E, muitas dessas conversas, que tinham como ponto de partida o cinema, estendiam-se, depois, pelos cafés do Bairro Novo, em torno de personalidades de referência no meio cultural nacional, como Manuel Guimarães, Fernando Lopes, Fernando Pernes, Prado Coelho, Lauro António, Eduardo Geada e tantos outros.
Pelo inedetismo do modelo adotado e pela indiscutível qualidade patenteada, também a imprensa nacional e a internacional especializada deram significativa visibilidade ao certame que, em 1974, passa a ostentar a designação de Festival Internacional de Cinema da Figueira, estruturando-se de uma forma mais profissionalizada, com uma maior quantidade e diversidade de filmes, editando textos de apoio que, depois, seriam compilados em Programa. 
De salientar que, mesmo nesta modalidade organizativa, muito do trabalho de bastidores estava confiada ao voluntariado de jovens figueirenses e sempre com o patrocínio, cada vez mais empenhado, da Câmara Municipal e Sociedade Figueira Praia e ainda do Instituto Português de Cinema e de outras entidades culturais. 
Durante esses anos gloriosos.  realizadores já conhecidos, outros ainda promessas, críticos e intelectuais de vários países de todos os continentes, visitaram a Figueira, para participar no Festival considerado um dos melhores do cinema independente, na Europa.  
O Festival Internacional de Cinema da Figueira da Foz foi, durante três décadas, o mais importante festival de cinema de Portugal. Entre os anos de 1972 e 2002, o certame atraía, durante dez dias do mês de setembro, cinéfilos de todo o país e também do estrangeiro. Em regra, o júri do festival privilegiava filmes oriundos de uma grande variedade de cinematografias, principalmente as que eram pouco divulgadas no circuito comercial português. 

## História
A primeira edição do Festival Internacional de Cinema da Figueira da Foz decorreu em 1972, por iniciativa de um grupo de cinéfilos, no qual se destacava o papel de José Vieira Marques que foi, ao longo dos trinta e um anos do certame, o seu único diretor.
Última edição foi em 2002. De 2003-2013, ele não foi realizada devido a problemas financeiros

### Desde 2014 (Figueira Film Art)
A semana de cinema em setembro, com curtas e longas metragens em competição, é a proposta do Figueira Film Art, apresentado hoje na Figueira da Foz.
Promovido por uma organização sem fins lucrativos, Conquistapanorama, Associação Cultural, o evento tem como objetivo "construir uma ponte" com o antigo Festival Internacional de Cinema da Figueira da Foz (FICFF), que terminou em 2002.

#### Prémios (desde 2014)
Serão atribuídos prémios ao melhor trabalho por cada categoria a concurso:
- LONGA METRAGEM
- CURTA METRAGEM DOCUMENTAL
- CURTA METRAGEM FICCIONAL
- CURTA METRAGEM VIDEOCLIP
Para além de menções honrosas será, também, distinguido na noite de Gala do CASINO FIGUEIRA, o padrinho do Figueira Film Art do ano em curso, com a atribuição do Galardão Carreira.
O júri, constituído por cinco membros de méritos reconhecidos e ligados à Sétima Arte, não poderá estar envolvido direta, ou indiretamente, na produção/distribuição, de qualquer filme a concurso, o mesmo não acontecendo em filmes cuja participação seja feita por convite pela comissão organizadora.
As resoluções de situações não previstas no regulamento serão da responsabilidade da Direção do Festival.

## Prémios atribuídos anualmente
Os prémios atribuídos pelo Júri eram:
- Grande Prémio do Festival para Obras de Ficção - atribuído à melhor longa-metragem de ficção;
- Grande Prémio do Festival para Obras de Imagem e Documentos - atribuído a uma película de carácter documental;
- Placas de Prata - três prémios especiais para outros filmes das secções de Ficção ou de Imagens e Documentos;
- Prémio do Festival para Curtas-metragens -  atribuído à melhor curta-metragem a concurso;
- Prémio Cidade da Figueira da Foz - atribuído a uma primeira obra de um cineasta;
- Prémio Glauber Rocha - atribuído a um filme de língua portuguesa ou espanhola;
- Prémio Tobis - atribuído ao filme com melhor imagem;
- Prémio do Júri - atribuído a uma personalidade, organismo ou representação de um país participante, mas nunca a um filme em particular.

## Locais de projecção
O Festival decorria maioritariamente nas salas de cinema do Casino da Figueira da Foz embora, adicional e esporadicamente, se estendesse a outras salas da cidade, tais como o salão do Grupo Caras Direitas de Buarcos, ou o auditório do Museu Dr. Santos Rocha.